# Barra Mansa
Barra Mansa, amtlich Município de Barra Mansa, ist eine Großstadt im brasilianischen Bundesstaat Rio de Janeiro an der Grenze zum Bundesstaat São Paulo. Zum 1. Juli 2018 wurde die Einwohnerzahl auf 183.976 Menschen geschätzt, die auf 547,1 km² leben. Die Stadt liegt am Rio Paraíba do Sul, der in ein linkes und rechtes Gemeindegebiet zerteilt.
Die 127 km von Rio de Janeiro entfernte Gemeinde befindet sich 381 Meter über dem Meeresspiegel und gliedert sich in sechs Bezirke: Distrito Sede, Floriano, Rialto, Nossa Senhora do Amparo, Antônio Rocha, Distrito de Santa Rita de Cássia.
Die Nachbargemeinden sind Bananal (SP), Barra do Piraí, Porto Real, Quatis, Resende, Rio Claro, Valença und Volta Redonda.

## Söhne und Töchter
- Vicente Bartolomeu Maria Priante (1883–1944), römisch-katholischer Ordensgeistlicher, Bischof von Corumbá
- Dalbert Henrique (1993), Fußballspieler

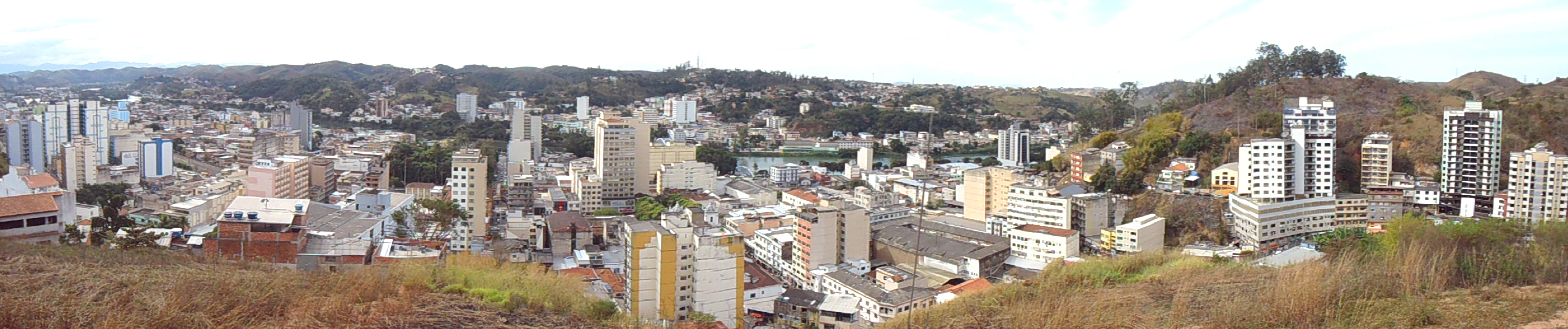
Blick auf das Zentrum